# سارگیس بارسقیان
سارگیس بارسقیان (ارمنی: Սարգիս Բարսեղյան؛ زادهٔ ۱۸۷۵ - درگذشته ۳۰ آوریل ۱۹۱۵) یک سیاستمدار و فرد نظامی اهل ارمنستان بود.

## زندگی شخصی
تحصیلات خود را در دانشگاه ژنو دریافت کرده، سپس به باکو رفته و در آنجا بین کارگران ارمنی فعالیت تبلیغاتی انجام داده‌است. بارسقیان در عملیات نظامی «طوفان» در شوشی شرکت کرد و دستگیر شده‌است. سارگیس در درگیری میان ارامنه و تاتارها شرکت داشته، در منطقه نخجوان فعالیت انجام داده، سپس در سال ۱۹۰۶ به وان نقل مکان کرد، در جنگهای ارمنی و ترکی شرکت کرده‌است. وی شخصیت حزب در ون بود و به عنوان عضو دفتر کارین انتخاب شد. سارگیس بارسقیان به همراه صدها روشنفکر ارمنی دستگیر شده و در سال ۱۹۱۵ به قتل رسید و به یکی از اولین قربانیان نسل‌کشی ارامنه تبدیل شده‌است.

## همسرش
برجوهی بارسقیان چهره عمومی، معلم، نویسنده و یکی از نمایندگان پارلمان جمهوری اول ارمنستان بود که در سال ۱۸۸۹ م در بلغارستان به دنیا آمد. پس از اتمام تحصیلات دانشگاهی در ژنو به ترکیه رفت و به همراه همسرش در ضمن تدریس به فعالیت‌های سیاسی و اجتماعی پرداخت. با از دست دادن همسر خود در قتل‌عام سال۱۹۱۵ م، ترکیه را ترک و به پاریس مهاجرت کرد.
وی در سال ۱۹۰۹ با سارگیس بارسقیان ازدواج کرد و پس از قتل همسرش به بلغارستان و سپس به تفلیس نقل مکان کرد و در آنجا به تدریس در مدارس هونانانیان و گایانیان پرداخته‌است. وی پس از اعلام جمهوری اول ارمنستان، با تنها پسرش آرمن به ایروان نقل مکان کرد و در ژوئیه سال ۱۹۱۹ به عنوان عضو پارلمان انتخاب شده‌است. پس از سقوط جمهوری، او از ارمنستان مهاجرت کرده‌است.
او در ترسیم خطوط زندگی خود و ملت ارمنی کوشیده و بیشتر آثارش بازگو کننده تاریخ ربع اول قرن بیستم ارمنیان است.